# From Nowhere... The Troggs
Albums de The Troggs
Trogglodynamite
(1966)
From Nowhere... The Troggs est le premier album du groupe britannique The Troggs, enregistré et sorti en 1966.
Il est sorti sous le titre Wild Thing aux États-Unis, avec un contenu légèrement différent.

## Titres
| Version britannique Face A Wild Thing (Taylor) - 2:34 The Kitty Cat Song (Roach/Spendel) - 2:11 Ride Your Pony (Neville) - 2:24 Hi Hi Hazel (Martin/Coulter) - 2:43 I Just Sing (Presley) - 2:09 Evil (Singleton) - 3:13 Face B Our Love Will Still Be There (Presley) - 3:08 Louie Louie (Berry) - 3:01 Jingle Jangle (Presley) - 2:26 When I'm with You (Presley) - 2:23 From Home (Presley) - 2:20 The Jaguar and the Thunderbird (Berry) - 2:01 | Version américaine Face A Wild Thing (Taylor) - 2:34 From Home (Presley) - 2:20 I Just Sing (Presley) - 2:09 Hi Hi Hazel (Martin/Coulter) - 2:43 Lost Girl (Presley) - 2:31 Evil (Singleton) - 3:12 Face B With a Girl Like You (Presley) - 2:05 Our Love Will Still Be There (Presley) - 3:08 Jingle Jangle (Presley) - 2:26 When I'm With You (Presley) - 2:23 Your Love (Page/Julien) - 1:52 I Want You (Page/Frechter) - 2:13 |

### Réédition
L'album a été réédité au format CD en 2003 avec cinq titres supplémentaires.
1. Wild Thing (Taylor) - 2:34
2. The Yella in Me (Presley) - 2:38
3. I Just Sing (Presley) - 2:09
4. Hi Hi Hazel (Martin/Coulter) - 2:43
5. Lost Girl (Presley) - 2:31
6. The Jaguar and the Thunderbird (Berry) - 2:01
7. Your Love (Page/Julien) - 1:52
8. Our Love Will Still Be There (Presley) - 3:08
9. Jingle Jangle (Presley) - 2:26
10. When I'm with You (Presley) - 2:23
11. From Home (Presley) - 2:20
12. Louie Louie (Berry) - 3:01
13. The Kitty Cat Song (Roach/Spendel) - 2:11
14. Ride Your Pony (Neville) - 2:24
15. Evil (Singleton) - 3:13
16. With a Girl Like You (Presley) - 2:05 (bonus)
17. I Want You (Page/Frechter) - 2:13 (bonus)
18. I Can't Control Myself (Presley) - 3:03 (bonus)
19. Gonna Make You (Page/Frechter) - 2:46 (bonus)
20. As I Ride By (Bond) - 2:02 (bonus)